# تيكس أوستين
تيكس أوستين (بالإنجليزية: Tex Austin)‏ هو مروج وشخصية أعمال أمريكي، ولد في 26 أغسطس 1885 في سانت لويس في الولايات المتحدة، وتوفي في 26 أكتوبر 1938 في سانتا فيه في الولايات المتحدة بسبب تسمم بأحادي أكسيد الكربون.